# Sopron tömegközlekedése
Sopron tömegközlekedését a MÁV Személyszállítási Zrt. (2014-ig Kisalföld Volán, 2014–2019 között ÉNYKK Zrt. 2019-2024 Volánbusz Zrt.) üzemelteti. Sopronban 1943-ban Gancs János indította meg hét autóbusszal a közlekedést. 1953-ra már 12 autóbusza volt. Jelenleg 39 autóbuszjárat közlekedik Sopronban. 1900 és 1923 között villamos is közlekedett a városban. 2015. január 1-jétől a Kisalföld Volán beolvadt az ÉNYKK Zrt.-be, ami 2019. október 1-jével a Volánbuszba integrálódott. 2025. január 1-vel pedig a MÁV Személyszállítási Zrt.-be olvadt bele a Volánbusz.

## Története

### A villamosközlekedés
Sopronban 1900. április 30-án indul meg a villamosforgalom, egészen 1923. május 31-ig közlekedtek villamosok a városban.

### A buszközlekedés fejlődése

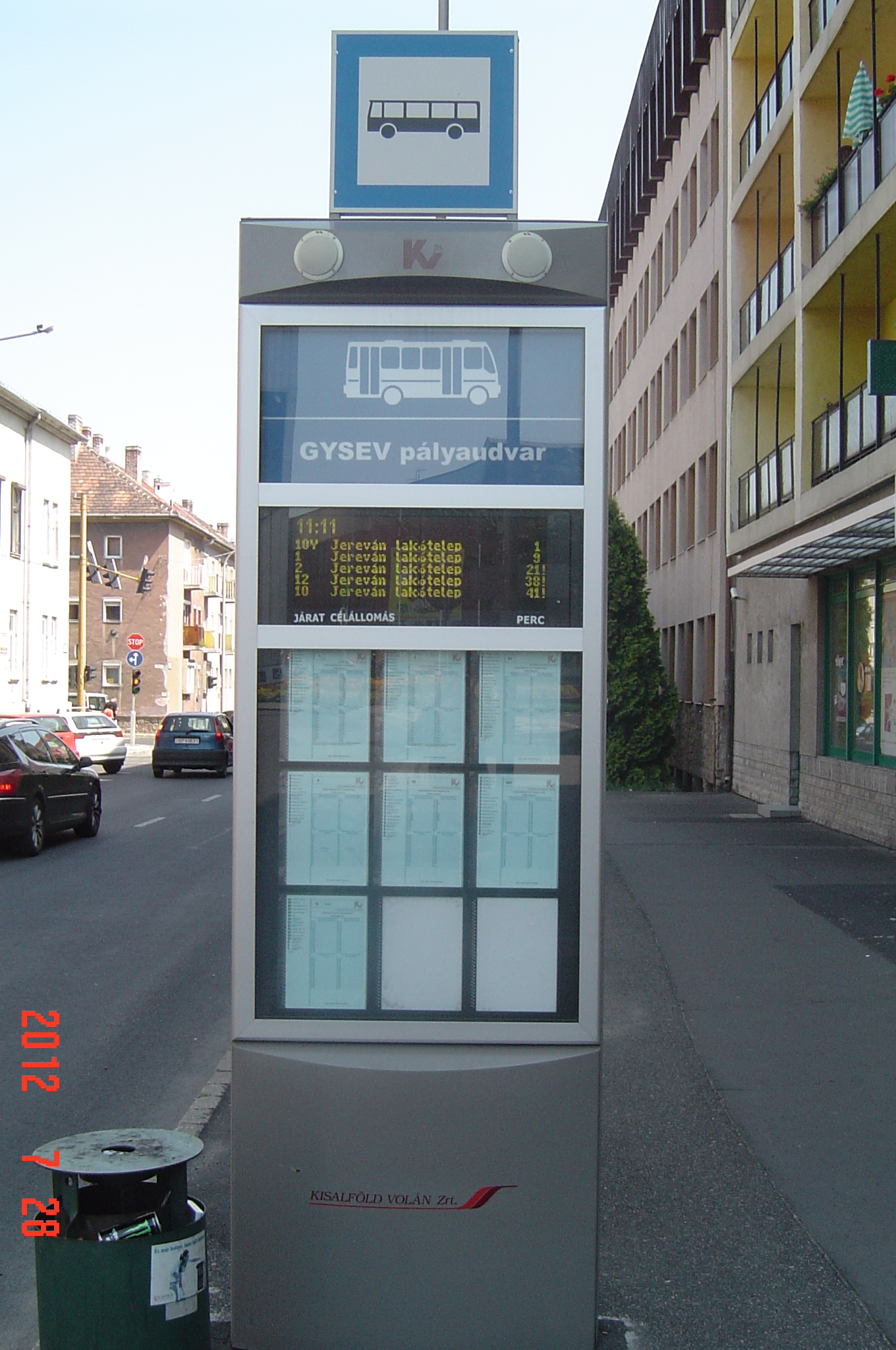
Az ÉNYKK ZRT. megállóhelyi információs oszlopa a vasútállomásnál

Sopron Megyei Jogú Város Önkormányzata és a Kisalföld Volán Zrt. közös konzorciumot alkotva, sikeresen pályázott a Nyugat-Dunántúli Operatív Program „Komplex fejlesztés a dinamikus és fenntartható közösségi közlekedésért Sopronban” című pályázatára, melynek segítségével magas színvonalú, kiszámíthatóbb városi tömegközlekedés jön létre a városban. A beruházás összköltsége 367 987 000 Ft, melyből a 10%-os önrészt a konzorcium biztosította.
A projekt célja, hogy a közösségi közlekedés átalakításával és fejlesztésével, olyan körülményeket alakítsanak ki, mely minőségi és innovatív szolgáltatásokat nyújtva kiszámíthatóbb és kényelmesebb tömegközlekedést, illetve utas számnövekedést idézhet elő. Az új berendezésekkel felszerelt autóbuszok egyik előnye, hogy a buszok gyorsabb közlekedése érdekében zöld utat is kérhetnek a forgalomirányító lámpáktól, csökkentve a menetidőt. Újdonság, hogy a buszokon 98%-os pontossággal működő infrakapus utasszámlálókat helyeznek el, mely megteremti az emberi beavatkozást nem igénylő automatizált utasszámlálás lehetőségét is. Mindemellett az utasok kényelmét biztosítja a 10 megállóhelyen elhelyezett bérlet- és jegy automaták, melyek alkalmassá tehetők kulturális és szórakoztató rendezvényhez kapcsolódó jegyértékesítésre is. Továbbá 10 megállóban a várakozó utasok számára dinamikus utastájékoztató rendszer épül ki, s az elektronikus táblák segítségével, pontos információt kapnak a buszok aktuális helyzetéről és az érkezési időről. A vakok és gyengénlátók hangbemondással kapnak tájékoztatást.
 A projekt két fő kivitelezője a Synergon Rendszerintegrátor Kft., a Synergon Informatika Nyrt leányvállalata és az IQSYS Zrt. a Magyar Telekom Csoport tagja egy-egy prezentációval szemléltették a beszerzésre váró eszközök működését. 10 db fix telepítésű jegy és bérletértékesítő automatát helyeznek ki, amelyek többnyelvű, készpénzes és kártyás szolgáltatást is nyújtanak, akár mozgáskorlátozottak számára is. Az IQSYS Zrt. pedig többek között 28 autóbuszra fedélzeti számítógépet, belső utastéri kijelzőt, illetve hangos utas tájékoztatást lehetővé tevő hangszórókat üzemel be. 2012-től az utazók a megállókban mobil interneten vagy WAP-on keresztül is tájékozódhatnak arról, mikor ér oda a következő busz.

### Fontosabb történések a város tömegközlekedésében
- 2007. december 1-jétől Virágvölgy városrész is bekapcsolásra került a helyi tömegközlekedési hálózatba. Először a 23-as és 23B jelzésű buszok mentek fel a Virágvölgybe, majd 2008. április 14-től már a 7B, később, 2012. május 1-jétől pedig már a 27B jelzésű járatok is a térség utasforgalmát szolgálták. Utóbbi viszonylat az Aranyhegyi lakóparkot is érintette. Ekkor valamennyi, a térséget érintő járat csak munkanapokon közlekedett.
- 2008. április 14-től több változás is érvénybe lépett a város buszközlekedésében. Átalakult az Ipar körút és a TESCO áruház közlekedési rendje. Az áruházzal kötött szerződés értelmében délután 16 órától a cég saját autóbuszjáratai szállítják a vásárlókat, ezért a 20-as busz ebben az időszakban csak az Erzsébet Kórházig járt 20K jelzéssel.
 Új járatok jöttek létre 5M és 7B jelzéssel.
- 2010. április 12-től többször indul a TESCO áruház saját buszjárata, tehát kevesebb 5T és 20-as busz érinti az áruházat.
- 2010. június 30-tól új időszakos járat indult 12V jelzéssel a város egyik legfontosabb eseménye, a VOLT Fesztivál jobb megközelítésének érdekében.
- 2011. augusztus 1-jétől több vonalon is integrálásra került a helyi és a helyközi közlekedés, ezért ezeket a viszonylatokat a továbbiakban helyközi autóbuszjáratok szolgálják ki, amelyek Sopron közigazgatási határán belül helyi utazásra is igénybe vehetők.
- 2012. május 1-jétől jelentős menetrendi változások és átalakítások kerültek bevezetésre a város buszközlekedésében. Néhány viszonylat megszűnt, illetve új jelzést kapott. Átalakult és egyszerűbb lett a kertváros közlekedési rendje, habár a változtatás kevesebb buszt eredményezett a városrészben. Szintén csökkent a Lőverek felé induló buszok száma, viszont az új 27-es és 27B járatok bevezetésével jelentősen javult az Aranyhegyi lakópark és Virágvölgy kiszolgálása, amelyek a korábbi közlekedési rend szerint csak munkanapokon voltak elérhetők tömegközlekedéssel, azonban a fejlesztéssel már mindennap teljes üzemidőben elérhetővé válik a városrész.
 További változás, hogy a 20-as busz a továbbiakban már nem érinti a TESCO áruházat, az Ipar körúti üzletek már csak az 5-ös busszal és betétjárataival érhetők el.
- 2013. december 15-től az 5T busz vonalán is integrálásra került a helyi és a helyközi közlekedés. A fejlesztés értelmében hétköznap és hétvégén is könnyebben elérhetővé válik az Ipar körúton lévő bevásárlónegyed.
- 2014. május 26-tól tovább javult az Aranyhegyi lakópark kiszolgálása, új megállóhely létesült a térségben Boldogasszonyi utca elnevezéssel, így a 27-es és 27B buszok jobban feltárják a városrészt.
- 2015. december 13-tól az ütemes várkerületi buszmenetrend kialakítása miatt a belvárosi járatok jelentős része a Várkerület helyett az Ógabona téren közlekedik. A Várkerületen a továbbiakban csak az 1, 2, 10, 10Y és a 20-as jelzésű buszok járnak.
- 2022. június 20. és június 25. között Sopronban, a Lőver uszodában rendeztek meg néhány sporteseményt a 2022-es úszó-világbajnokság keretében. A rendezvényre utazók kiszolgálása érdekében a Volánbusz ingyenes buszjáratokat indított W1-es és W2-es jelzéssel.
- 2022. október 22-től Sopron város önkormányzatának döntése alapján, az energiaválság következtében jelentős menetrendi változások és járatritkítások léptek érvénybe a városban. Néhány viszonylat (10Y, 12A, 16, 21A) megszűnt, de a vonalak döntő többségén kevesebb busz jár.
- 2022. november 8-tól és december 11-től korrigálták a korábbi változtatásokat, néhány eltörölt indulás és módosítás visszaállításra került, valamint új járatok is indultak 10B, 11B és 20Y jelzéssel. Tómalom fürdő elérhetősége is javult a 33-as busz átalakításával.
- 2022. december 25-én, december 26-án és 2023. január 1-jén a városvezetés döntése alapján, alacsony utasforgalomra és takarékosságra hivatkozva Sopronban nem közlekedtek a helyi autóbuszjáratok az említett ünnepnapokon. Ez alól kivételt képeztek azok a vonalak, amelyeket helyközi buszok szolgálnak ki, valamint a 3-as busz, amely karácsony napjain 8-16 óra között kétóránként indult, azonban újév napján ezen járat közlekedése is szünetelt.
- 2023. december 10-től ismét jelentősebb menetrend módosítás történt a város tömegközlekedésében. A 2022 októberében költségcsökkentési célból ritkított járatok indulásainak egy részét visszaállították, illetve egyes vonalakon bővítették az utazási lehetőségeket. A Várkerületen újra bevezetésre került a korábban megszokott ütemes menetrend, amellyel munkanapokon átlagosan 10, hétvégén pedig 15-20 percenként közlekednek a járatok a belvárosban. Az új körjáratok (7, 27) bevezetésével jelentősen fejlődött az Aranyhegyi lakópark és Virágvölgy városrész buszközlekedése, utóbbi már hétvégén is elérhetővé vált közösségi közlekedéssel. Az új buszhálózattal néhány járat összevonásra került, ezért a 17, 20 és 20Y jelzésű autóbuszok a továbbiakban nem közlekednek. Esténként viszont új autóbuszjárat indult 23-as jelzéssel, amellyel a napi utolsó 2-es és 3-as járatokat vonták össze, ez a viszonylat azonban fél évvel később megszűnt.
- Menetrend szerint 2024. május 1-jétől, az építési munkálatok miatt ténylegesen csak június 7-től Virágvölgy városrészben tovább fejlődött a buszközlekedés, a térséget érintő járatok a Tercia Hubertus étteremtől továbbhaladva az újonnan létesített Csőszház dűlő megállóhelyen is megállnak.

## A helyi és helyközi közlekedés integrációja

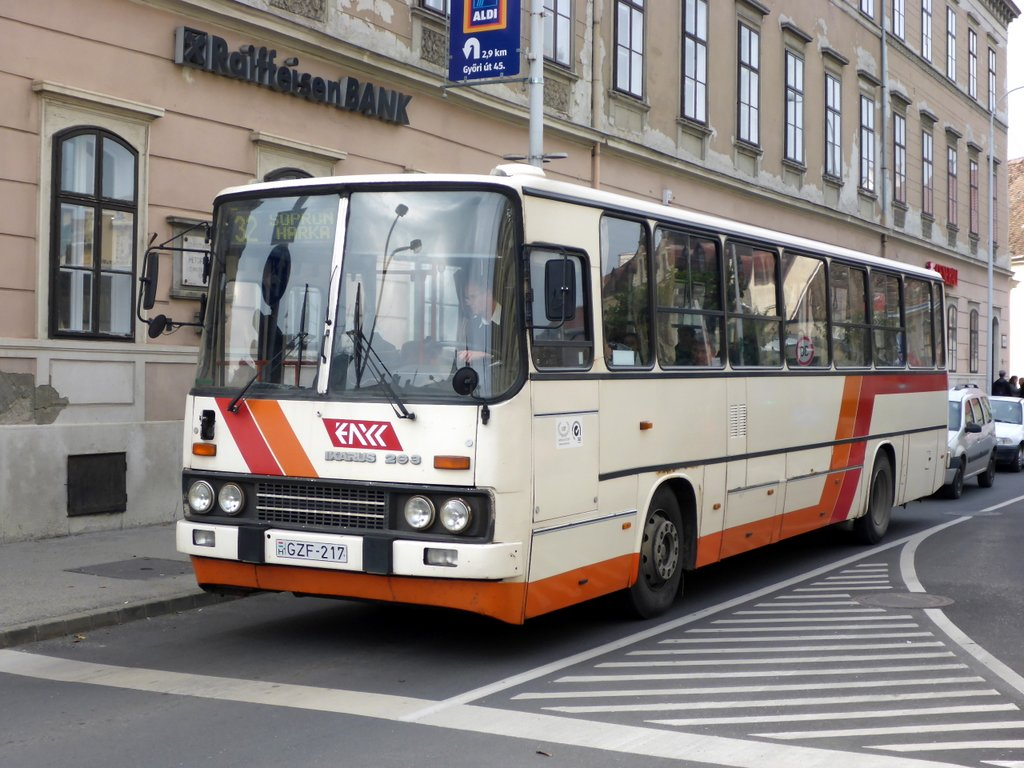
A 32-es busz Sopron belvárosában

A városban több vonalon is egyesítették a helyi és a helyközi közlekedést, ennek eredményeképpen az alábbi helyi viszonylatokon helyközi autóbuszjáratok szállítják az utasokat, amelyek Sopron közigazgatási határán belül helyi utazásra is igénybe vehetők.
| Helyi viszonylat | Helyközi viszonylat                                                                    | Helyi utazásra igénybe vehető szakasz                |
| ---------------- | -------------------------------------------------------------------------------------- | ---------------------------------------------------- |
| 5T               | 7073 Győr–Fertőd–Sopron / 7208 Sopron–Fertőhomok–Petőháza / 7210 Sopron–Fertőd–Kapuvár | Autóbusz-állomás – Győri út, AlphApark               |
| 8                | 7210 Sopron–Fertőd–Kapuvár                                                             | Autóbusz állomás – Somfalvi út, Volán-telep          |
| 14, 14B          | 7209 Sopron–Balf–Kópháza / 7212 Sopron–Balf–Kapuvár                                    | Autóbusz-állomás – Balf, Szerb Antal utca            |
| 21               | 7246 Sopron–Ágfalva                                                                    | Autóbusz-állomás – Ágfalvi úti lakótelep             |
| 32               | 7242 Sopron–Harka                                                                      | Autóbusz-állomás – Gida patak utcai lakópark         |
| 33               | 7205 Sopron–Fertőrákos–Fertő tó                                                        | Autóbusz-állomás – Sopronkőhida, Pesti Barnabás utca |

## Járművek

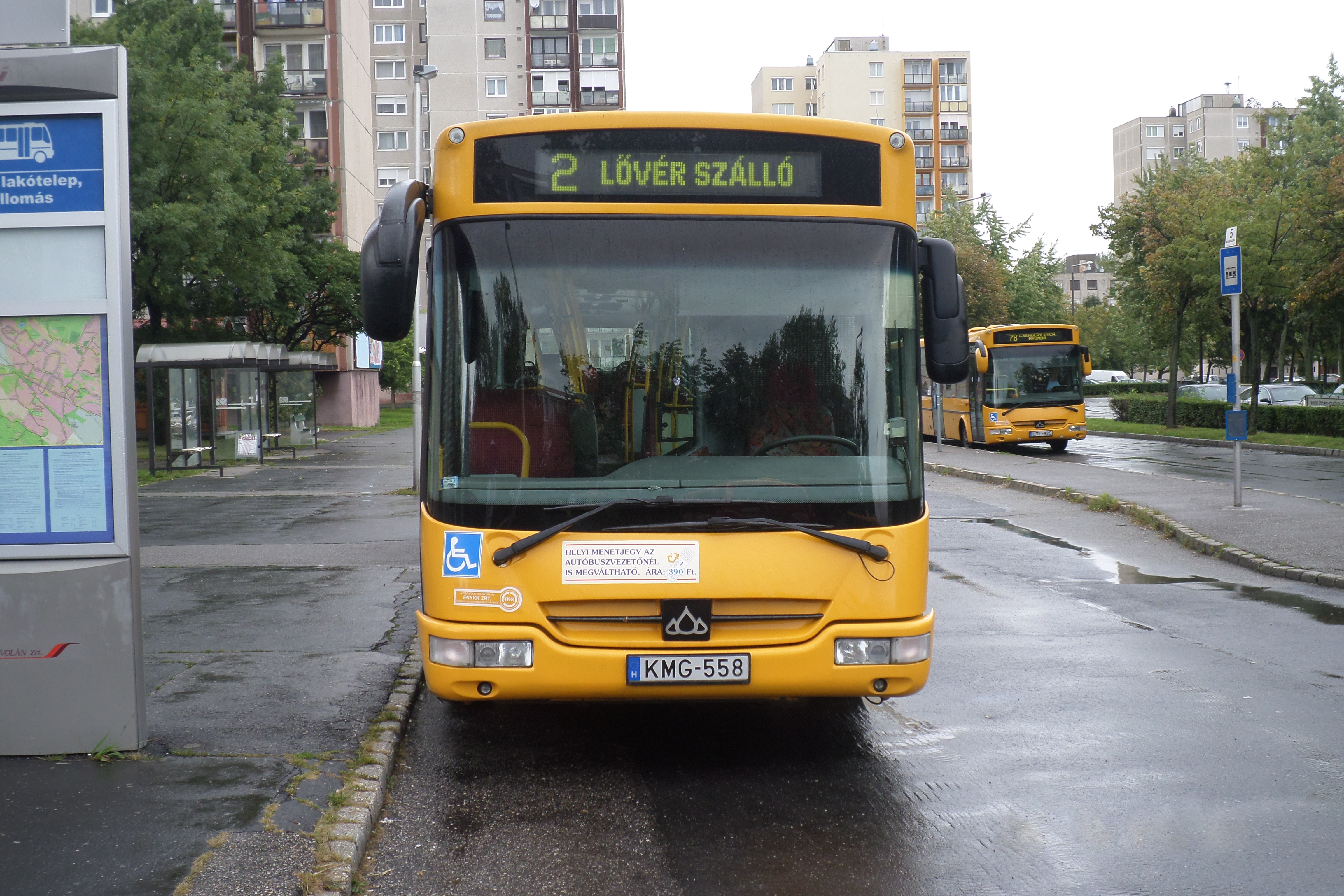
Credo BN 18 típusú autóbusz a Jereván lakótelepen

Sopron helyi tömegközlekedését alapvetően az alábbi autóbusztípusok bonyolítják le. 
| Mennyiség | Járműtípus                                  |
| --------- | ------------------------------------------- |
| 13        | MAN Lion’s City szólóbusz                   |
| 1         | MAN Lion's City G csuklósbusz               |
| 3         | Mercedes-Benz Citaro (O 530 G) csuklós busz |
| 2         | Mercedes-Benz Citaro (O 530) szólóbusz      |
| 4         | Credo BN 12 szólóbusz                       |
| 4         | Credo BN 18 csuklós busz                    |

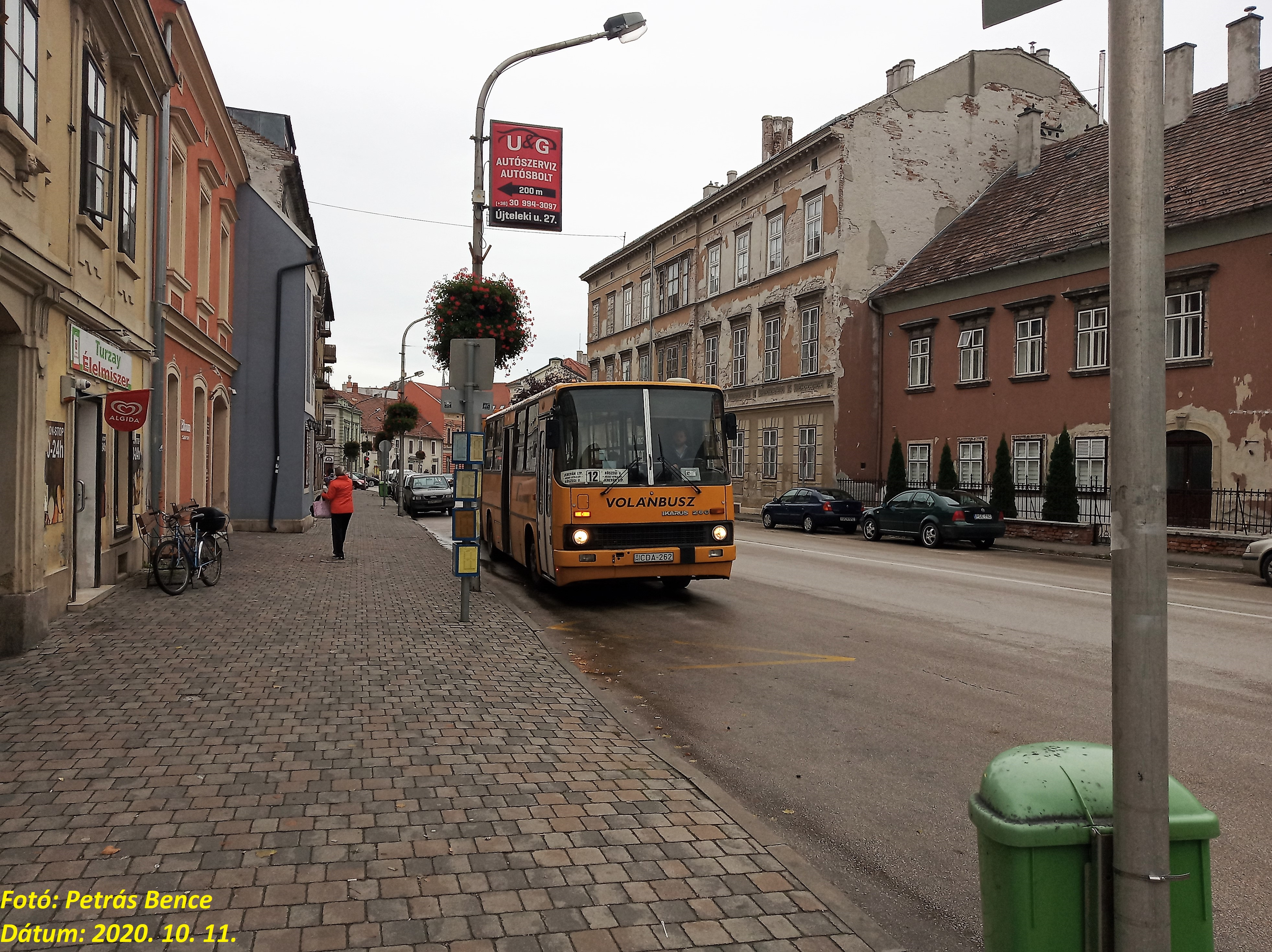
Ikarus 280 típusú autóbusz az Ógabona téren 2020-ban.

A városban több integrált helyi-helyközi autóbuszvonal van. Ezeket a viszonylatokat a Volánbusz helyközi állományának járművei szolgálják ki. Ezeken vonalakon Ikarus 263, Ikarus E95, Credo EC 11, Credo EC 12, Credo EN 12, Credo IC 11, Credo IC 12, Credo Inovell 12 és Credo Econell 12 típusú autóbuszok is megtalálhatók.

## Sopron autóbuszvonalai

### Aktív vonalak
| Vonal | Induló végállomás                      | Útirány | Érkező végállomás                      |
| ----- | -------------------------------------- | --- | -------------------------------------- |
| 1     | Jereván lakótelep                      | autóbusz-állomás – Várkerület – GYSEV pályaudvar – Alsólőverek / Felsőlőverek                                       | Lőver szálló                           |
| 2     | Jereván lakótelep                      | autóbusz-állomás – Várkerület – GYSEV pályaudvar – Alsólőverek / Felsőlőverek                                       | Lőver szálló                           |
| 3     | Lackner Kristóf utca, autóbusz-állomás | Kossuth Lajos utca – Bánfalvi út – Brennbergi út – Görbehalom                                                       | Brennbergbánya, templom                |
| 3Y    | Brennbergbánya, templom                | Görbehalom → Brennbergi út → Ady Endre út → GYSEV pályaudvar → Ógabona tér → autóbusz-állomás                       | Jereván lakótelep                      |
| 4     | Ipar körút, vámudvar                   | Győri út → Csengery utca → Ógabona tér → autóbusz-állomás → Kossuth Lajos utca → Baross út                          | Ágfalvi úti lakótelep                  |
| 4     | Ágfalvi úti lakótelep                  | Baross út → Kossuth Lajos utca → GYSEV pályaudvar → Ógabona tér                                                     | Lackner Kristóf utca, autóbusz-állomás |
| 5     | Jereván lakótelep                      | autóbusz-állomás – Ógabona tér – Csengery utca – Győri út                                                           | Ipar körút, AWF kft.                   |
| 5A    | Jereván lakótelep                      | autóbusz-állomás – Ógabona tér – Csengery utca – Győri út                                                           | Ipar körút, vámudvar                   |
| 5B    | Ipar körút, vámudvar                   | Pihenőkereszt lakópark → Balfi út → Híd utca → Ógabona tér → autóbusz-állomás                                       | Jereván lakótelep                      |
| 5T    | Autóbusz-állomás                       | Ógabona tér – Csengery utca – Győri út                                                                              | Győri út, AlphApark                    |
| 5Y    | Jereván lakótelep                      | autóbusz-állomás – Bécsi út – Híd utca – Győri út                                                                   | Ipar körút, AWF kft.                   |
| 7     | Jereván lakótelep                      | autóbusz-állomás → Bécsi út → Aranyhegy → Híd utca → GYSEV pályaudvar → Várkerület → autóbusz-állomás               | Jereván lakótelep                      |
| 7A    | Boldogasszonyi utca                    | Híd utca → GYSEV pályaudvar → Várkerület → autóbusz-állomás                                                         | Jereván lakótelep                      |
| 7B    | Jereván lakótelep                      | autóbusz-állomás → Bécsi út → Virágvölgy → Aranyhegy → Híd utca → GYSEV pályaudvar → Várkerület → autóbusz-állomás  | Jereván lakótelep                      |
| 7T    | Jereván lakótelep                      | autóbusz-állomás → Bécsi út → Aranyhegy → Híd utca → Thököly tér → GYSEV pályaudvar → Várkerület → autóbusz-állomás | Jereván lakótelep                      |
| 8     | Autóbusz-állomás                       | Táncsics utca – Somfalvi út                                                                                         | Somfalvi út, Volán-telep               |
| 10    | Jereván lakótelep                      | autóbusz-állomás – Várkerület – GYSEV pályaudvar – Ady Endre út / Bánfalvi út                                       | Bánfalva felső                         |
| 10B   | Jereván lakótelep                      | autóbusz-állomás – Várkerület – GYSEV pályaudvar – Ady Endre út / Bánfalvi út                                       | Brennbergi út, erdei iskola            |
| 10Y   | Jereván lakótelep                      | autóbusz-állomás – Várkerület – GYSEV pályaudvar – Ady Endre út / Bánfalvi út                                       | Hajnal tér, evangélikus templom        |
| 11    | Jereván lakótelep                      | Táncsics utca – Csengery utca – (Erzsébet Kórház) ← Kuruc körút                                                     | Thököly tér                            |
| 11A   | Thököly tér                            | Kuruc körút → Fraknói utca → Csengery utca → Táncsics utca                                                          | Jereván lakótelep                      |
| 11B   | Jereván lakótelep                      | Táncsics utca – Csengery utca – Keleti rendező – (Erzsébet Kórház) ← Kuruc körút                                    | Thököly tér                            |
| 11Y   | Jereván lakótelep                      | autóbusz-állomás – Ógabona tér – GYSEV pályaudvar – (József Attila lakótelep) ← Keleti rendező – Kuruc körút        | Thököly tér                            |
| 12    | Jereván lakótelep                      | autóbusz-állomás – Ógabona tér – GYSEV pályaudvar – József Attila lakótelep                                         | Kőszegi út, Sarudi utca                |
| 12B   | Jereván lakótelep                      | Sopron Pláza – autóbusz-állomás – Ógabona tér – GYSEV pályaudvar – József Attila lakótelep                          | Kőszegi út, Sarudi utca                |
| 13    | Jereván lakótelep                      | autóbusz-állomás → Ógabona tér → Híd utca → Pozsonyi út                                                             | Sopronkőhida, fegyház                  |
| 13B   | Sopronkőhida, fegyház                  | Tómalom fürdő → Pozsonyi út → Híd utca → Híd utca → Ógabona tér → autóbusz-állomás                                  | Jereván lakótelep                      |
| 14    | Autóbusz-állomás                       | Ógabona tér – Híd utca – Balfi út – Pihenőkereszt lakópark – Balf                                                   | Balf, Szerb Antal utca                 |
| 14B   | Autóbusz-állomás                       | Ógabona tér – Híd utca – Balfi út – Pihenőkereszt lakópark – Balf – balfi palackozóüzem                             | Balf, Szerb Antal utca                 |
| 15    | Csőszház dűlő                          | autóbusz-állomás – Ógabona tér – Híd utca – Aranyhegyi lakópark – Balfi út – Pihenőkereszt lakópark – Balf          | Balf, palackozóüzem                    |
| 15A   | Csőszház dűlő                          | autóbusz-állomás – Ógabona tér – Híd utca – Balfi út – Pihenőkereszt lakópark – Balf                                | Balf, palackozóüzem                    |
| 17    | Jereván lakótelep                      | autóbusz-állomás – Bécsi út – Virágvölgy – Aranyhegy                                                                | Boldogasszonyi utca                    |
| 21    | Autóbusz-állomás                       | Kossuth Lajos utca – Bánfalvi út – Ágfalvi út                                                                       | Ágfalvi úti lakótelep                  |
| 22    | Ágfalvi úti lakótelep                  | Bánfalvi út → II. Rákóczi Ferenc utca → Csengery utca → Győri út                                                    | Ipar körút, vámudvar                   |
| 27    | Jereván lakótelep                      | autóbusz-állomás → Várkerület → Csengery utca → Híd utca → Aranyhegy → Bécsi út → autóbusz-állomás                  | Jereván lakótelep                      |
| 27A   | Jereván lakótelep                      | autóbusz-állomás → Várkerület → Csengery utca → Híd utca → Aranyhegy                                                | Boldogasszonyi utca                    |
| 27B   | Jereván lakótelep                      | autóbusz-állomás → Várkerület → Csengery utca → Híd utca → Aranyhegy → Virágvölgy → Bécsi út → autóbusz-állomás     | Jereván lakótelep                      |
| 27T   | Jereván lakótelep                      | autóbusz-állomás → Várkerület → Csengery utca → Thököly tér → Híd utca → Aranyhegy → Bécsi út → autóbusz-állomás    | Jereván lakótelep                      |
| 27Y   | Boldogasszonyi utca                    | Aranyhegy → Híd utca → Csengery utca → Széchenyi tér → Táncsics utca                                                | Jereván lakótelep                      |
| 32    | Autóbusz-állomás                       | Ógabona tér – Csengery utca – Kőszegi út                                                                            | Gida patak utcai lakópark              |
| 33    | Autóbusz-állomás                       | Ógabona tér – Híd utca – Pozsonyi út – Tómalom fürdő                                                                | Sopronkőhida, Pesti Barnabás utca      |

### Megszűnt vonalak
| Vonal | Induló végállomás                      | Útirány                                                                                            | Érkező végállomás                      |
| ----- | -------------------------------------- | -------------------------------------------------------------------------------------------------- | -------------------------------------- |
| 2P    | Sopron Plaza                           | Jereván lakótelep – autóbusz-állomás – Várkerület – GYSEV pályaudvar – Alsólővér                   | Lővér szálló                           |
| 3A    | Lackner Kristóf utca, autóbusz-állomás | Kossuth Lajos utca → Baross út → Ágfalvi úti lakótelep → Bánfalvi út → Brennbergi út → Görbehalom  | Brennbergbánya, templom                |
| 3M    | Lackner Kristóf utca, autóbusz-állomás | Kossuth Lajos utca → Bánfalvi út → Brennbergi út                                                   | Brennbergi út, ifjúsági tábor          |
| 6     | Jereván lakótelep                      | autóbusz-állomás – Ógabona tér – Híd utca – Pozsonyi út                                            | Tómalom fürdő                          |
| 7     | Jereván lakótelep                      | autóbusz-állomás – Bécsi út – Híd utca → (Erzsébet Kórház)                                         | Csengery utca, Király Jenő utca        |
| 7A    | Jereván lakótelep                      | autóbusz-állomás → Bécsi út → Híd utca                                                             | Csengery utca, Király Jenő utca        |
| 7B    | Jereván lakótelep                      | autóbusz-állomás – Bécsi út – Virágvölgy – Híd utca → (Erzsébet Kórház)                            | Csengery utca, Király Jenő utca        |
| 7E    | Lackner Kristóf utca, autóbusz-állomás | Bécsi út → Virágvölgy → Aranyhegy → Híd utca → Ógabona tér                                         | Lackner Kristóf utca, autóbusz-állomás |
| 9     | Jereván lakótelep                      | autóbusz-állomás – Ógabona tér / Várkerület – GYSEV pályaudvar – Táncsics utca – Somfalvi út       | Somfalvi út, Volán-telep               |
| 10A   | Jereván lakótelep                      | autóbusz-állomás – Ógabona tér / Várkerület – GYSEV pályaudvar – Ady Endre út                      | Kertváros, Hajnal tér                  |
| 10B   | Jereván lakótelep                      | autóbusz-állomás – Ógabona tér / Várkerület – GYSEV pályaudvar – Bánfalvi út                       | Kertváros felső                        |
| 10C   | GYSEV pályaudvar                       | Ady Endre út                                                                                       | Kertváros, Hajnal tér                  |
| 10IB  | Brennbergi út, ifjúsági tábor          | Brennbergi út → Bánfalvi út → GYSEV pályaudvar → Várkerület → autóbusz-állomás                     | Jereván lakótelep                      |
| 10M   | Brennbergbánya, templom                | Görbehalom → Brennbergi út → Ady Endre út → GYSEV pályaudvar → Várkerület → autóbusz-állomás       | Jereván lakótelep                      |
| 10MB  | Brennbergbánya, templom                | Görbehalom → Brennbergi út → Bánfalvi út → GYSEV pályaudvar → Várkerület                           | Lackner Kristóf utca, autóbusz-állomás |
| 12A   | Lackner Kristóf utca, autóbusz-állomás | Ógabona tér – GYSEV pályaudvar – József Attila lakótelep                                           | Kőszegi út, Sarudi utca                |
| 12V   | GYSEV pályaudvar                       | Felsőbüki Nagy Pál utca → Kőszegi út                                                               | Lővér kemping (VOLT Fesztivál)         |
| 12V   | Lővér kemping (VOLT Fesztivál)         | Lőver körút → Csengery utca                                                                        | GYSEV pályaudvar                       |
| 13HK  | Autóbusz-állomás                       | Ógabona tér / Várkerület – Híd utca – Pozsonyi út                                                  | Sopronkőhida, Pesti Barnabás utca      |
| 13M   | Lackner Kristóf utca, autóbusz-állomás | Bécsi út → Pozsonyi út                                                                             | Sopronkőhida, fegyház                  |
| 13P   | Lackner Kristóf utca, autóbusz-állomás | Ógabona tér → Híd utca → Pozsonyi út → Sopronkőhida, parkoló                                       | Páneurópai piknik-emlékhely            |
| 14M   | Jereván lakótelep                      | autóbusz-állomás – Ógabona tér / Várkerület – Híd utca – Balfi út − Pihenőkereszt lakópark − Balf  | Balf, központ                          |
| 14MP  | Jereván lakótelep                      | autóbusz-állomás – Ógabona tér / Várkerület – Híd utca – Balfi út − Pihenőkereszt lakópark − Balf  | Balf, palackozóüzem                    |
| 14P   | Sopron Plaza                           | autóbusz-állomás – Ógabona tér / Várkerület – Híd utca – Balfi út − Pihenőkereszt lakópark − Balf  | Balf, palackozóüzem                    |
| 15    | Aranyhegyi lakópark                    | Aranyhegyi ipari park – Híd utca – GYSEV pályaudvar – Alsólővér / Felsőlővér                       | Lővér szálló                           |
| 15A   | Aranyhegyi lakópark                    | Híd utca – GYSEV pályaudvar – Alsólővér / Felsőlővér                                               | Lővér szálló                           |
| 16    | Lackner Kristóf utca, autóbusz-állomás | Kossuth Lajos utca – Baross út                                                                     | Ágfalvi úti lakótelep                  |
| 17    | Jereván lakótelep                      | autóbusz-állomás → Ógabona tér → Csengery utca → Kőszegi út                                        | Keleti rendező                         |
| 18    | Jereván lakótelep                      | autóbusz-állomás – Várkerület – GYSEV pályaudvar – Kossuth Lajos utca – Baross út                  | Ágfalvi úti lakótelep                  |
| 19    | Jereván lakótelep                      | IV. László király utca → Faraktár utca → Várkerület → autóbusz-állomás → Juharfa út                | Jereván lakótelep                      |
| 20    | Jereván lakótelep                      | autóbusz-állomás – Várkerület – Csengery utca                                                      | Győri út, Erzsébet Kórház              |
| 20A   | Jereván lakótelep                      | autóbusz-állomás → Ógabona tér → Csengery utca                                                     | Fraknói utca, Szent István templom     |
| 20AF  | Ipar körút 19.                         | Győri út                                                                                           | Fraknói utca, Szent István templom     |
| 20F   | Ipar körút, TESCO áruház               | Győri út                                                                                           | Fraknói utca, Szent István templom     |
| 20K   | Jereván lakótelep                      | autóbusz-állomás – Ógabona tér / Várkerület – Csengery utca                                        | Győri út, Erzsébet Kórház              |
| 20M   | Jereván lakótelep                      | autóbusz-állomás – Ógabona tér / Várkerület – Csengery utca → (Erzsébet Kórház) – Győri út         | Ipar körút, vámudvar                   |
| 20Y   | Jereván lakótelep                      | autóbusz-állomás – Várkerület – Csengery utca – Erzsébet Kórház – Győri út                         | Ipar körút, vámudvar                   |
| 21A   | Ágfalvi úti lakótelep                  | Ágfalvi út → Bánfalvi út → Kossuth Lajos utca                                                      | Lackner Kristóf utca, autóbusz-állomás |
| 23    | Jereván lakótelep                      | autóbusz-állomás → Várkerület → GYSEV pályaudvar → Alsólőver → Felsőlőver → Kertváros → Görbehalom | Brennbergbánya, templom                |
| 23    | Lackner Kristóf utca, autóbusz-állomás | Ógabona tér / Várkerület – Bécsi út                                                                | Virágvölgy, Tercia Hubertus étterem    |
| 23B   | Virágvölgy, Tercia Hubertus étterem    | Aranyhegyi lakópark → Bécsi út → Ógabona tér → Várkerület                                          | Lackner Kristóf utca, autóbusz-állomás |
| 25    | Táncsics Mihály utca, Határőr laktanya | Lackner Kristóf utca                                                                               | Bécsi út, határátkelő                  |
| 27E   | Lackner Kristóf utca, autóbusz-állomás | Ógabona tér → Híd utca → Aranyhegy → Virágvölgy → Bécsi út                                         | Lackner Kristóf utca, autóbusz-állomás |
| W1    | Sopron Pláza                           | autóbusz-állomás → Várkerület → GYSEV pályaudvar → Lőver uszoda                                    | Lővér szálló                           |
| W2    | Lővér szálló                           | Lőver uszoda → GYSEV pályaudvar → Várkerület → autóbusz-állomás                                    | Sopron Pláza                           |